# Michał Tarasiewicz
Michał Tarasiewicz (ur. 19 września 1871 w Krakowie, zm. 16 października 1923 w Warszawie) – aktor, reżyser, kolekcjoner teatraliów.

## Życiorys
Pochodził z rodziny krakowskiej, osiadłej w Warszawie.
Uczył się w szkołach w rodzinnym Krakowie. Debiutował w 1894 na scenie Warszawskich Teatrów Rządowych. Od 1897 pracował we Lwowie, potem w Poznaniu. Występował w teatrze im. J. Słowackiego w Krakowie. W latach 1915–1918 aktor Teatru Polskiego w Moskwie i Kijowie. Od 1919 dyrektor Teatru Miejskiego we Lwowie. Od 1919 do 1920 dyrektor warszawskich Rozmaitości.
Zmarł nagle na dworcu głównym w Warszawie w pociągu lwowskim. Został pochowany na cmentarzu Powązkowskim w Warszawie (kwatera 71-6-12/13).

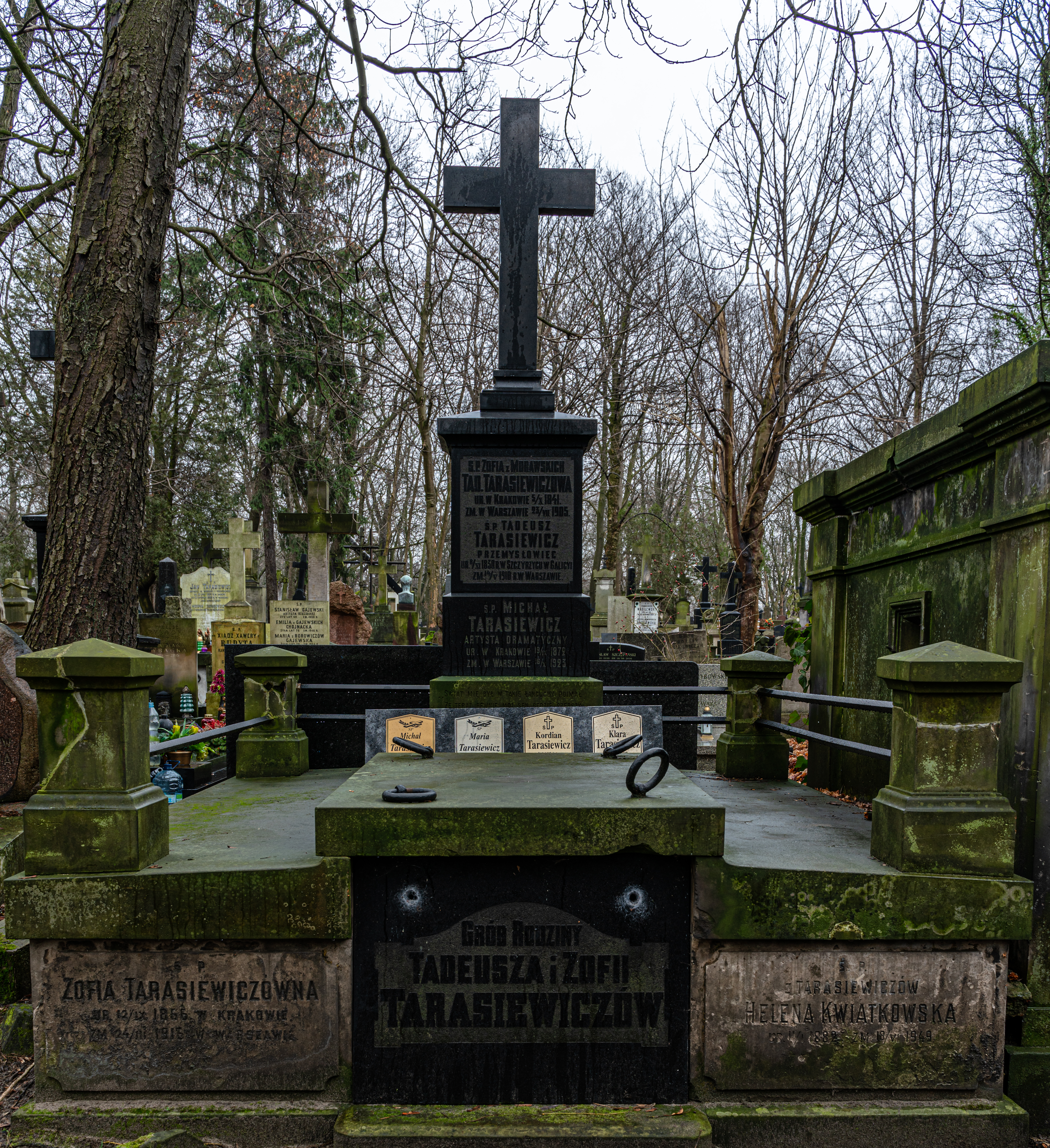
Grób Michała Tarasiewicza na cmentarzu Powązkowskim

Był ojcem Kordiana Tarasiewicza (ur. 1910)